# Cantábrico (película)
Cantábrico es una película documental de naturaleza dirigida por Joaquín Gutiérrez Acha. También conocida con el subtítulo Cantábrico. Los dominios del oso pardo, fue estrenada el 31 de marzo de 2017 y muestra la vida de diversos animales de la cordillera Cantábrica, en el norte de España, en el transcurso de un año. Además de tomas de especies emblemáticas, como el oso pardo (Ursus arctos), que aparece en el cartel de la película, el lobo ibérico (Canis lupus signatus) o el urogallo (Tetrao urogallus), la película incluye fragmentos de otras especies menos conocidas por el gran público o menos habituales en los documentales, como el rebeco (Rupicapra rupicapra), la víbora de Seoane (Vipera seoanei), el abejero europeo (Pernis apivorus), la hormiguera oscura (Phengaris nausithous) o el mirlo acuático europeo (Cinclus cinclus), pasando por otros como el arrendajo (Garrulus glandarius), el gato montés (Felis silvestris), el armiño (Mustela erminea) o el salmón (Salmo salar). Dos de los momentos más destacados son la primera cacería de lobos ibéricos filmada y la presencia en una misma toma de varios ejemplares de urogallo cantábrico.
El documental fue grabado en varias localizaciones de la cordillera Cantábrica repartidas por las comunidades autónomas de Galicia, Castilla y León, Asturias y Cantabria, durante más de dos años.

## Premios
Premios Goya
| Año  | Categoría                 | Resultado |
| ---- | ------------------------- | --------- |
| 2017 | Mejor película documental | Nominada  |